# 저혈량증
저혈량증(低血量症, 영어: hypovolemia, volume depletion, volume contraction)은 체내의 세포외액이 비정상적으로 낮은 상태이다. 염분과 물이 동시에 부족하거나 혈량의 감소함에 따른 것일 수 있다. 저혈량증은 세포외액의 소실을 의미하며 탈수와는 구별한다.
저혈량증은 여러 사건에 의해 기인할 수 있지만 간단히는 콩팥 기능과 관련이 있는지 없는지로 구별한다.

## 진단

### 단계
|               | 단계 1                      | 단계 2                        | 단계 3                 | 단계 4                                      |
| ------------- | --------------------------- | ----------------------------- | ---------------------- | ------------------------------------------- |
| 혈액 소실     | 최대 15% (750 mL)           | 15–30% (750–1500 mL)          | 30–40% (1500–2000 mL)  | 40% 초과 (2000 mL 초과)                     |
| 혈압          | 정상 (혈관수축에 의해 유지) | 심장 확장 BP 증가             | 심장 수축 BP < 100     | 심장 수축 BP < 70                           |
| 심박          | 정상                        | 사소한 빠른맥 (> 100 bpm)     | 심박급속증 (> 120 bpm) | 극심한 심박급속증 (> 140 bpm) + 희미한 맥박 |
| 호흡 속도     | 정상                        | 증가 (> 20)                   | 빈호흡 (> 30)          | 극심한 빈호흡                               |
| 정신 상태     | 정상                        | 사소한 분노, 제대로 쉬지 못함 | 혼란                   | LOC 감소, 무기력증, 혼수상태                |
| 피부          | 창백함                      | 창백하고 차갑고 축축함        | 땀의 증가              | 극심한 땀, 반점을 보일 수 있음              |
| 모세관 보충물 | 정상                        | 지연                          | 지연                   | 부재                                        |
| 소변량        | 정상                        | 20–30 mL/h                    | 20 mL/h                | 무시 가능                                   |

## 같이 보기
- 혈량과다증